# East Sussex
L'East Sussex (pronuncia [iːst ˈsʌsɨks]) è una contea dell'Inghilterra sud-orientale.

## Geografia fisica
La contea confina a nord-ovest con il Surrey, a nord ed a est con il Kent, a sud si affaccia sulla Manica e a ovest confina con il West Sussex.
Il territorio è prevalentemente pianeggiante con catene di modeste colline. Nel sud-ovest si elevano i rilievi calcarei delle South Downs che in corrispondenza della costa formano gli spettacolari promontori di Beachy Head e di Seven Sisters. A est di Beachy Head la costa è più bassa per poi risalire nei pressi di Bexhill per formare i promontori di arenaria e est di Hastings. Il nord della contea è dominato dall'anticlinale del Weald dove la contea raggiunge la massima elevazione con il Ditchling Beacon di 248 metri di altezza. Nell'ovest scorre il fiume Ouse che bagna il capoluogo di contea Lewes. Nell'est scorre il fiume Rother, il fiume più lungo della contea, che sfocia nella Manica a Rye. Le città principali sono situate sulla costa. Nell'estremo ovest si estende l'area urbana di Brighton e di Hove, al centro la città di Eastbourne ed a est la città di Hastings.

## Amministrazione
La contea è nata con il Local Government Act del 1888 e nel 1974 l'area del Mid Sussex fu trasferita alla contea del West Sussex.
La contea è divisa nei distretti di Hastings, Rother, Wealden, Eastbourne e Lewes.
Il primo aprile del 1997 a seguito della fusione dei distretti di Brighton e Hove è nata la unitary authority di Brighton and Hove che fa parte della contea per funzioni cerimoniali.

### Suddivisioni
|  | 1. Brighton & Hove (autorità unitaria) 2. Lewes 3. Wealden 4. Eastbourne 5. Rother 6. Hastings |

## Monumenti e luoghi d'interesse

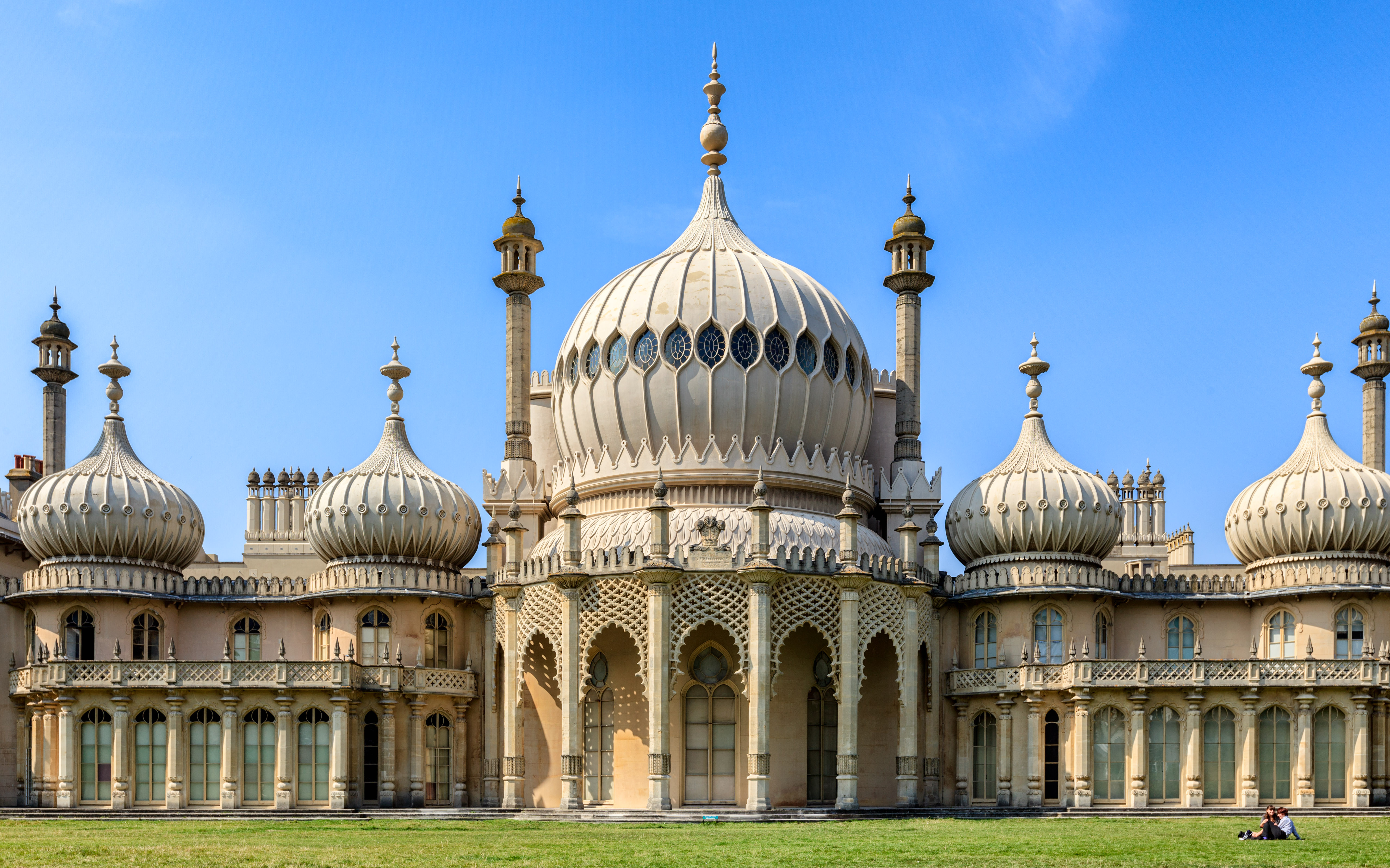
Il Royal Pavilion

- Ashdown Forest, area forestale compresa nell'area di notevole bellezza naturale di High Weald. Vi furono ambientate le storie di Winnie the Pooh di A. A. Milne.
- Bateman's, casa del XVII secolo, abitata da Rudyard Kipling dal 1902 al 1936.

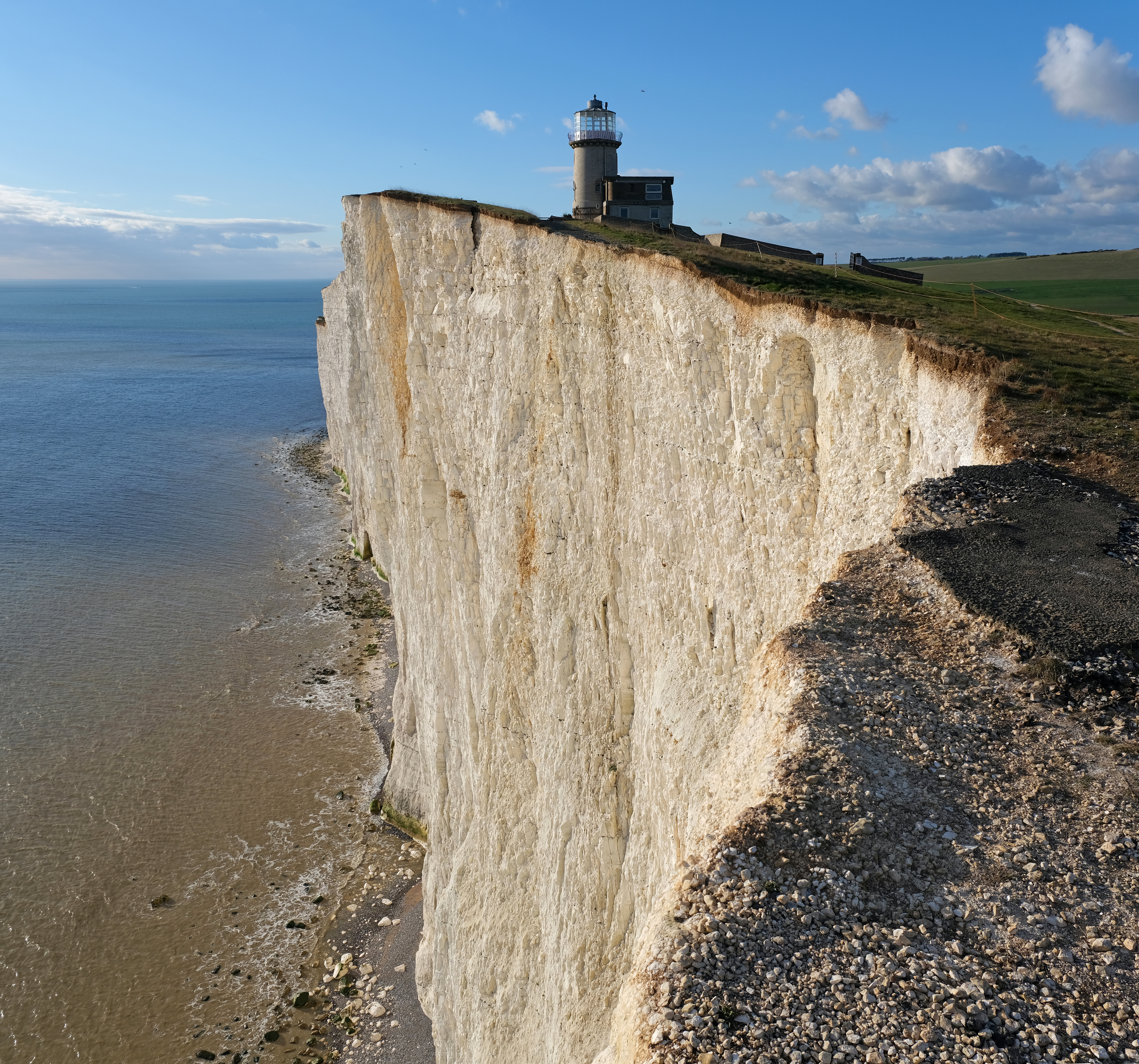
Il promontorio di Beachy Head con il faro

- Battle Abbey, abbazia costruita a Battle, sul luogo dove fu combattuta la battaglia di Hastings.
- Beachy Head, promontorio calcareo di 162 metri di altezza, con i fari di Belle Tout (classificato Grade II dall'English Heritage) e di Beachy Head
- Bluebell Railway, storica linea ferroviaria.
- Castello di Bodiam, castello costruito nel 1385, usato come set del film Monty Python e il Sacro Graal.
- Castello di Camber (XVI secolo), uno dei Device Forts fatti costruire da Enrico VIII d'Inghilterra[1][2][3]
- Ditchling Common
- Herstmonceux, villaggio e castello del XV secolo.
- Kent & East Sussex Railway, storica linea ferroviaria.
- Lavender Line Steam Railway, storica linea ferroviaria.
- Lewes Castle, castello che domina Lewes costruito a partire dal 1087 da William de Warenne.
- Royal Pavilion a Brighton
- South Downs Way, sentiero di oltre 150 km lungo le South Downs.
- University of Sussex, università situata a Falmer, in un'area di notevole bellezza paesaggistica.

## Altri progetti

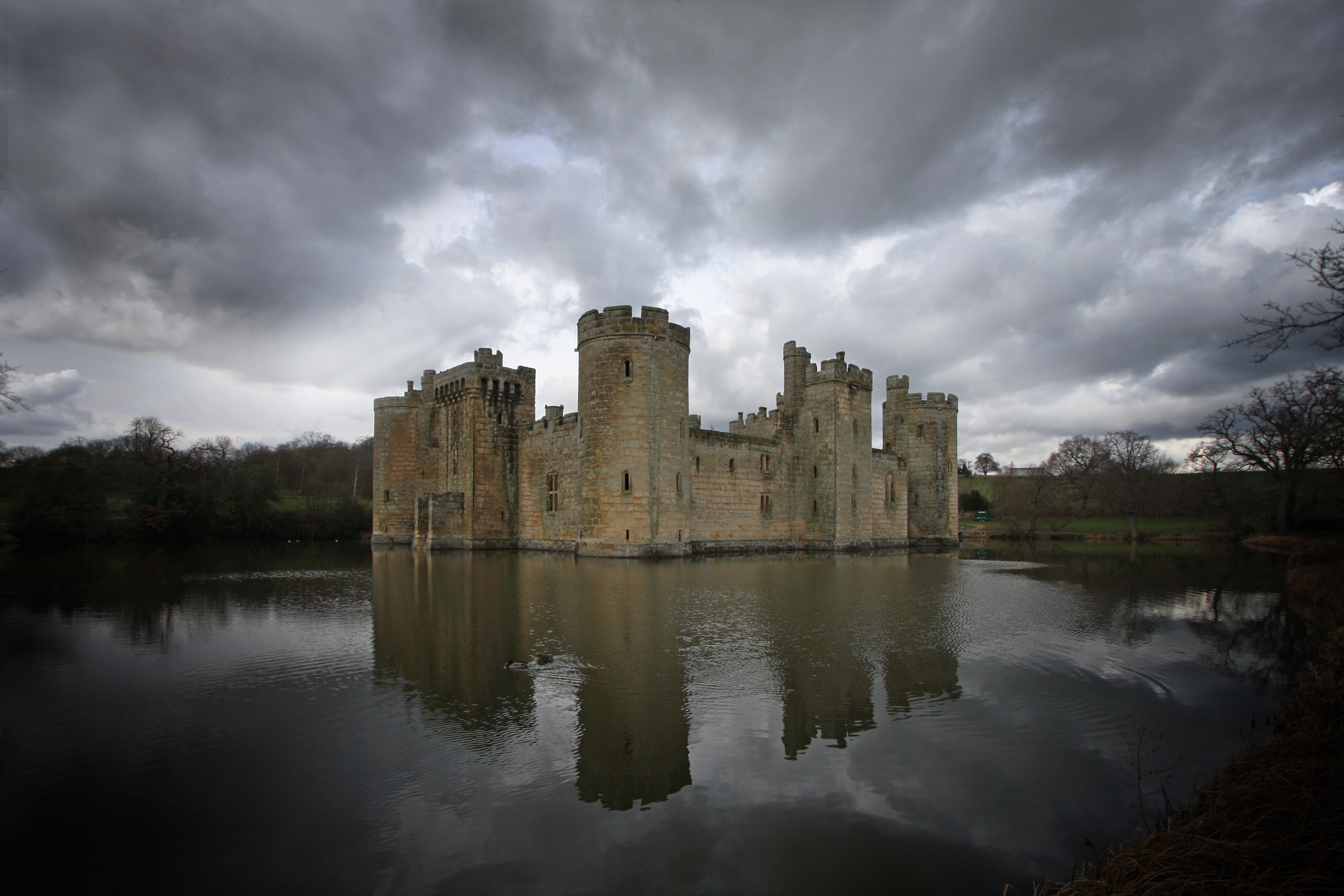
Il castello di Bodiam